# أهارين صعبة الفهم
أهارين صعبة الفهم هي سلسلة مانغا يابانية من تأليف ورسم آساتو ميزو تنشر في موقع شونن جمب+ منذ يناير 2017 وتم جمعها في 14 تانكوبون وتم عمل مسلسل أنمي من إنتاج فيليكس فيلم صدر في الفترة من أبريل حتى يونيو 2022.